# Teatro Paganini (Genova)
Il Teatro Paganini è stato un teatro italiano, con sede a Genova. Inaugurato nel 1855, aveva sede nella centrale via Caffaro. Dopo poco meno di un secolo di attività, fra il 23 e il 24 ottobre del 1942 fu distrutto dai bombardamenti su Genova della seconda guerra mondiale e non ricostruito, sostituito da un edificio residenziale in stile moderno.

## Storia

### Premesse e contesto culturale

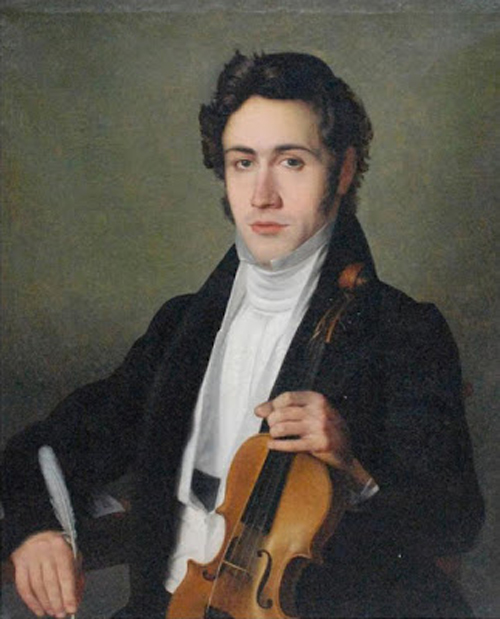
Dipinto di un giovane Niccolò Paganini, a cui il teatro fu dedicato

Durante l'epoca d'oro della drammaturgia italiana, ancor prima dell'unità d'Italia, la crescente classe alto-borghese chiedeva sempre più la costruzione di nuove sale teatrali a servizio dell'intrattenimento cittadino, e a sopperire a questa esigenza operavano gli impresari teatrali; a volte occupandosi solo degli aspetti imprenditoriali, altre anche di quelli legati all'organizzazione culturale. Seppur nel capoluogo ligure fossero già presenti sale di significativo rilievo nazionale (come il Teatro Carlo Felice, il Teatro Colombo, il Teatro del Falcone, il Teatro di Sant'Agostino, il Teatro Apollo, e altri), la richiesta era particolarmente intensa e fu colta da Francesco Sanguinetti (o Sanguineti), già gestore del Teatro Carlo Felice. Per la costruzione del nuovo teatro si scelse l'area di via Caffaro, importante arteria che collegava, in salita, il centro della città col signorile quartiere di Castelletto, recentemente sorto dai progetti di Carlo Barabino e Giovanni Battista Resasco.

### Apertura del teatro e inizio dell'attività drammaturgica
Inaugurato il 9 aprile 1855, il teatro Paganini fu costruito su progetto di Tommaso Carpineti. Tale progetto è talora attribuito a G. B. Carpaneto; le fonti più antiche, tuttavia, concordano su Tommaso Carpineti (pur esistendo fra gli iscritti all'albo dell'epoca anche un ulteriore G.B. Carpineti). I progetti sulla costruzione del teatro sono conservati presso l'Archivio di Stato di Genova. Sanguinetti ne decise l'intestazione al celeberrimo violinista genovese Niccolò Paganini.
L'edificio aveva sede di fronte al Collegio-Convitto Commerciale d'Ippolito d'Aste, all'incrocio con via Bruzza. L'inaugurazione si tenne con una messa in scena del Rigoletto. L'Annuario dei teatri di Genova del 1845/1855, ben riassunse i passi che portarono alla nascita del teatro:
Fregiato dai proprietarii col nome del sommo ligure Artista Nicolò Paganini ne venne effettuata la solenne apertura la sera del 9 aprile dell'anno corrente a cura dell'accorto impresario Francesco Sanguineti, il quale nulla ommise, e risparmiò per la formazione di una triplice, e numerosa Compagnia di Artisti di Canto, e Ballo di sperimentato merito, capaci a disimpegnare grandi spettacoli de' quali segue l'elenco. [..] Rigoletto, Il Trovatore, I due Foscari, Fiorina, Una burla per correzione, I due sergenti»
(Annuario dei Teatri di Genova dal 1845 al 1855)
L'edificio era di grande eleganza e sontuosità: esternamente ornato da colonne, e internamente ricco di stucchi, dorature, fregi e drappeggi. Già durante la costruzione ricevette gli elogi dalla stampa specializzata, la quale nel dicembre 1854 scriveva che «il nuovo teatro [...] se non per vastità almeno per eleganza sorpassa quello del Carlo Felice». Mentre nel 1873 veniva descritto come «un teatro elegantissimo», e paragonato per importanza col Teatro Manzoni di Milano e il Carignano di Torino. In più occasioni, anzi, in base all'organizzazione della proprietà dei palchi ed essendo gestito dallo stesso impresario, il Paganini si trovò a portare in scena rappresentazioni e concerti di rilievo superiore a quelli del Carlo Felice, col fine di ottenere maggiori profitti dalle opere di più alto richiamo.

### Cartellone teatrale
Le rappresentazioni del Paganini coprivano l'intera annualità, e variavano a seconda delle stagioni:
- Carnevale: commedia italiana.
- Quaresima: commedia con compagnia primaria.
- Primavera: commedia francese.
- Autunno: opera, con o senza ballo.

In occasione dei veglioni in carnevale, con un particolare meccanismo di ingranaggi, la platea si poteva alzare formando una sala unica col proscenio.

### Giuseppe Garibaldi al Teatro Colombo

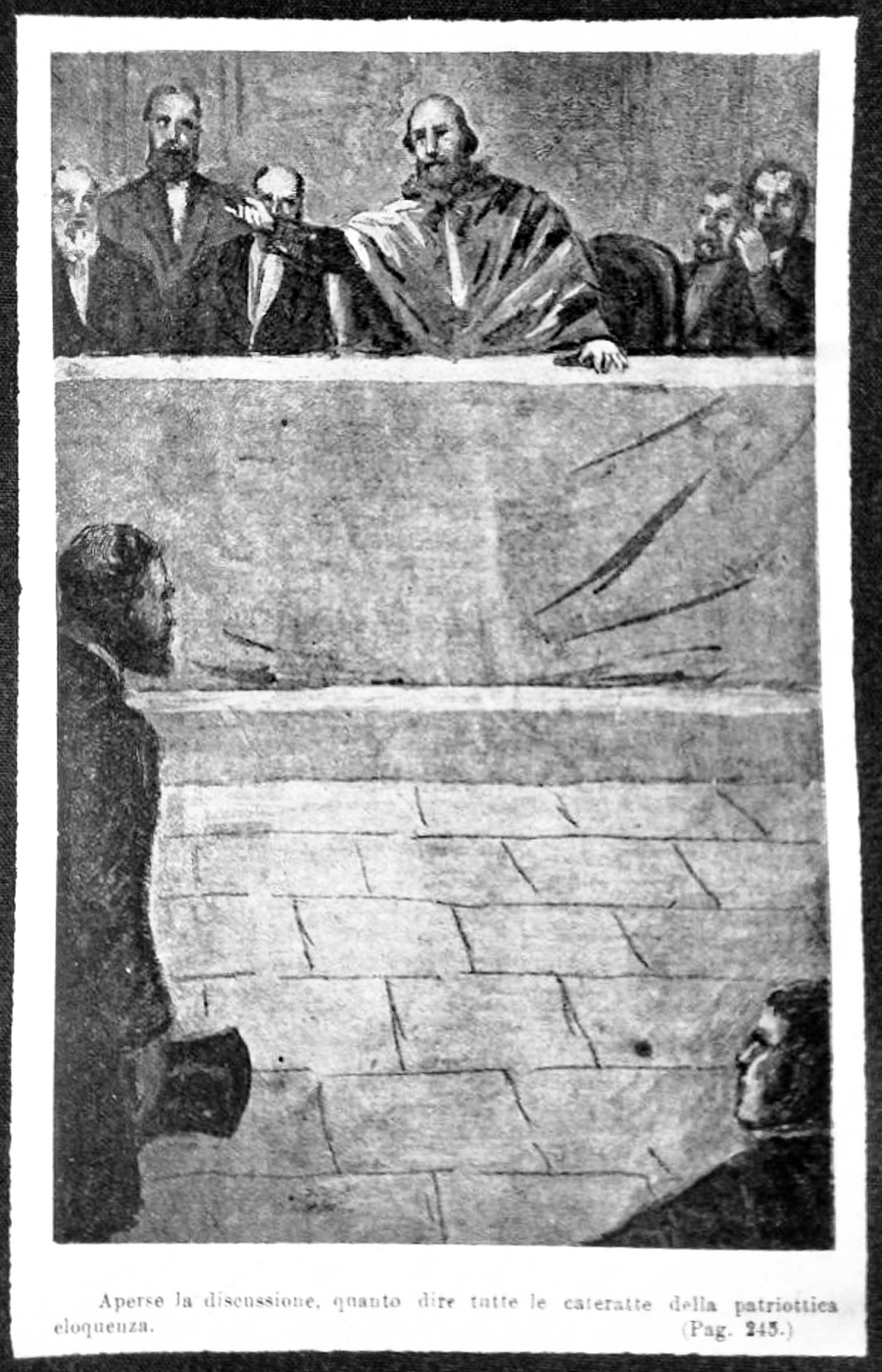
Giuseppe Garibaldi al teatro Paganini durante la prima assemblea dell'Associazione dei Comitati di provvedimento, il 9 marzo 1862

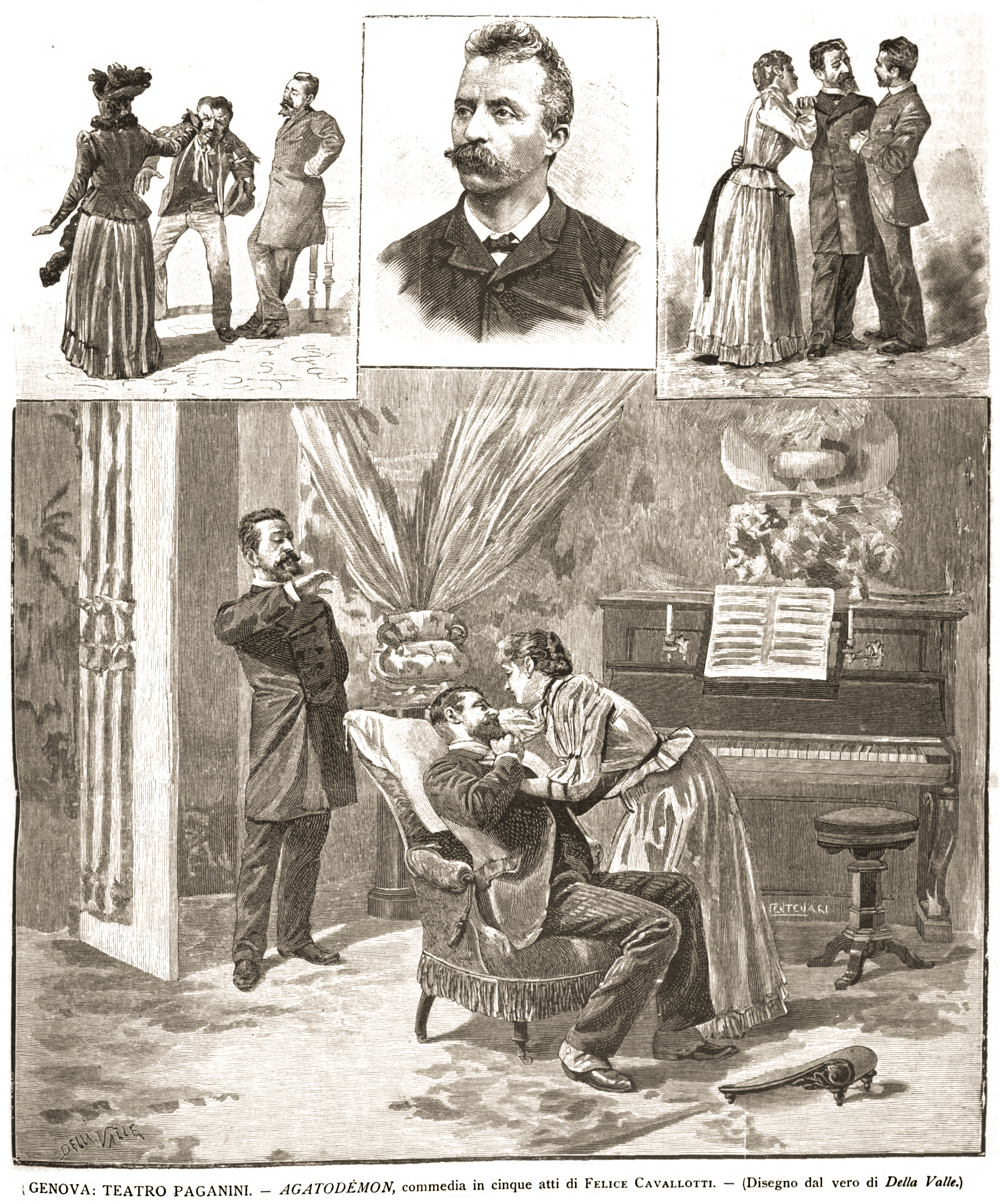
Un disegno dal vero di Alberto Della Valle durante la rappresentazione de l'Agatodémon di Felice Cavallotti al Teatro Paganini, nel febbraio 1890

Il teatro ebbe una certa importanza anche sulle sorti della nazione, dacché qui si tenne la prima assemblea dell'Associazione dei Comitati di provvedimento, presieduta da Giuseppe Garibaldi, appositamente giunto il 9 marzo 1862, alla presenza di circa 400 convocati.
Quando Vittorio Emanuele II era divenuto re d'Italia nel 1861, il nuovo Regno ancora non includeva né Venezia, né Roma, fatto che costituiva fonte di tensione nella politica interna. L'assemblea si tenne pochi giorni dopo le dimissioni del successore di Cavour, Ricasoli. Nella riunione al teatro Paganini, Garibaldi additò nuovamente Venezia e Roma, e l'assemblea terminò con la costituzione della Società emancipatrice di cui Garibaldi fu nominato presidente.

### Il successo di fine Ottocento
Nel 1874 il teatro fu sede della prima messa in scena dell'opera Non c'è rosa senza spine di Ippolito Tito D'Aste, per opera della compagnia Sadowksy diretta dal cavaliere Luigi Monti, il 18 aprile 1874.
Nel dicembre 1877 il violinista Camillo Sivori, allievo e amico di Paganini, portò in scena un concerto di grande successo, accompagnato dal pianista Rafael Joseffy. La sera successiva fu il turno della celebre soprano Adelina Patti, che con Ernesto Nicolini portò in scena La Traviata. Il successo fu notevole, tanto che l'inviato della Gazzetta musicale di Milano si spinse a recensire con enfasi la risposta che la città tutta ebbe all'evento:
(Gazzetta Musicale di Milano, 1877)
Il 26 novembre 1881 venne messa in scena al Paganini la prima genovese della Carmen di Georges Bizet, con Célestine Galli-Marié e diretta da Emilio Usiglio, con la presenza del filosofo Friedrich Nietzsche fra il pubblico ad assistervi per la prima volta.

### Il breve declino, l'arrivo del cinema, e la rinascita
Dopo alcuni problemi finanziari, comuni alla maggioranza delle sale teatrali a cavallo fra l'Ottocento e il Novecento, che non fermarono comunque l'attività, il teatro si riprese con l'inizio del nuovo secolo. Nella stagione 1920 andarono in scena Il barbiere di Siviglia con Ena Surinach, Romano Ciaroff e Carlo Cavallini; il Mignon di Ambroise Thomas; la Cavalleria rusticana con Tina Poli-Randaccio e Socrate Caceffo; Pagliacci con Nedda Gina Viganò e Aureliano Pertile, per la direzione di Federico Del Cupolo.
Nel 1926 Ermete Zacconi vi tenne tre rappresentazioni consecutive.

### I bombardamenti alleati e la distruzione

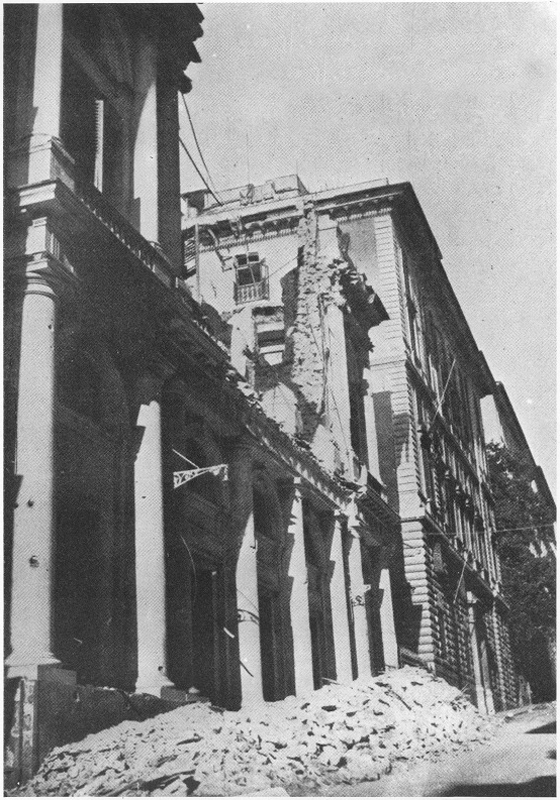
I resti del teatro dopo i bombardamenti alleati del 1942 che distrussero l'edificio e l'archivio storico nei fondi

Fra il 23/24 ottobre 1942, durante uno dei numerosi bombardamenti alleati su Genova della seconda guerra mondiale, l'edificio fu quasi totalmente distrutto, insieme all'archivio storico che era conservato nei fondi dello stabile, come da relazione del soprintendente del 25 ottobre 1942.
Dopo la guerra non venne ricostruito e nello stesso spazio, con civico numero 10, sorse in seguito un edificio in stile moderno-razionalista con destinazione residenziale.

## Descrizione
La sala era a ferro di cavallo, finemente arredata, disponeva di 5 ordini di palchi e un loggione, ogni ordine contava 29 palchi. Il sipario era opera del pittore Giuseppe Isola e raffigurava Il trionfo del Petrarca in Campidoglio. La platea aveva misure di 17x18 per 16 metri di altezza. Il palcoscenico, 30x22 per 24 metri di altezza.
L'illuminazione, innovativa per il periodo, era a gas, con un sontuoso lampadario a 76 fiamme che rischiarava la platea.
Due rampe di scale in marmo conducevano ai palchi. Al piano del secondo ordine si trovavano tre sale «graziosamente dipinte» ad uso di caffè e biliardo. Una ulteriore sala da caffè era situata sull'angolo destro del teatro, con accesso sia dalla strada antistante, sia internamente dal vestibolo per il pubblico. Al piano del quarto ordine erano presenti ulteriori tre sale dove avevano luogo le prime prove delle opere, e che venivano convertite in ridotto in occasione di feste da ballo, o come sfogo in caso di eccesso di spettatori.
Superiormente era collocato un appartamento adibito a eventuale abitazione dell'impresario, oltre ad altri locali per l'alloggio del custode, e degli uffici. Salendo altre scale vi era la sala della sartoria e quella dei pittori. Il teatro era fornito di camerini per gli artisti, per il corpo coristico, la banda, i corifei e le comparse. Era infine abbondantemente provvisto d'acqua corrente per la pulizia, elemento non comune e pertanto riportato nelle descrizioni dell'epoca.